# Hammenhögs kyrka
Hammenhögs kyrka är en kyrkobyggnad i Hammenhög och församlingskyrka i Gärsnäs församling i Lunds stift.

## Kyrkobyggnaden
Den ursprungliga kyrkan byggdes på medeltiden och hade två torn, av vilka ett var fristående, men av dem finns bara ett av tornens nedre del kvar. Storklockan har inskrift i munkstil innehållande Elisabeths hälsning till Maria. På den andra, yngre, står; "Si Deus pro nobis contra nos. Anno Domini 1575. Hielmicke Ååtesen."
Nuvarande kyrkan byggdes 1849 av murmästare Magnus Cederholm, delvis på gamla kyrkans grund, efter ritningar av Carl Georg Brunius, bearbetade av Johan Adolf Hawerman. 1851 restes en mur runt kyrkan som ersattes 1890 av ett smitt järnstaket. Nya kyrkogården invigdes 20 september 1931 av kyrkoherde Dahlström. 1935 fick kyrkan tegeltak istället för papptak. 

## Inventarier
- Dopfunten härstammar från 1100-talet. Den gjordes av signaturen Sighraf. Bilderna i relief föreställer Marie bebådelse, Jesu födelse, de vise männens besök etc.
- Altartavlan i kyrkan målades 1869 av Bengt Nordenberg och föreställer "Kristus i Getsemane".
- Predikstolen är gjord efter en ritning av Johan Fredrik Åbom från 1849.

### Orgel
- 1868 byggde Carl August Johansson, Hovmantorp en orgel med 11 stämmor.
- 1923 byggde Olof Hammarberg, Göteborg en pneumatisk orgel. Orgeln har fasta kombinationer. Fasaden är från 1868 års orgel.
- Den nuvarande orgeln byggdes 2003 av A. Mårtenssons Orgelfabrik AB, Lund och invigdes i mars samma år.

Man I. Huvudverk:
Borduna 16 B/D,
Principal 8,
Gedackt 8,
Gamba 8,
Oktava 4,
Kvinta 3,
Oktava 2,
Trumpet 8 B/D
Man II. Svällverk:
Rörflöjt 8, Fugara 8, Violin 4
Pedal:
Subbas 16
Koppel: II/I, II/P, I/P, 4' I

### Webbkällor
- anläggningspresentation
- Historiska museet:bildvärld 900713F3
- Wikimedia Commons har media som rör Hammenhögs kyrka.